# 邵延杰
邵延杰(1971年2月18日—)出生于山东烟台，是一名已经退役的中国足球运动员。曾长期效力于山东鲁能泰山，并于1999年到2002年间担任球队队长。2003年短暂退役，刚退役的时候，邵延杰曾短期在鲁能泰山足球学校任教。2004年青岛海利丰向邵延杰伸出橄榄枝，力邀其加盟。邵延杰最终重新复出加盟青岛海利丰，并再次戴上队长袖标，带领球队征战中甲联赛，当年年底再次退役。

## 职业生涯

### 青年队
- 1986年进入山东青年队。

### 俱乐部
- 1990年进入山东队。
- 1994年职业联赛开始后，进入山东鲁能泰山的前身山东泰山，并于1999年至2002年间担任球队队长。
- 2003年短暂退役，刚退役的时候，邵延杰曾短期在鲁能泰山足球学校任教。
- 2004年邵延杰重新复出加盟青岛海利丰，并再次戴上队长袖标，带领球队征战中甲联赛，当年年底再次退役。

#### 不完全进球记录
- 山东鲁能泰山时代

| 时间           | 地点 | 赛事                      | 比分 | 对手       | 进球时间 |
| -------------- | ---- | ------------------------- | ---- | ---------- | -------- |
| 1994年 8月 7日 | 济南 | 1994甲A第14轮             | 3-0  | 江苏迈特   | 71       |
| 1995年10月 1日 | 济南 | 1995甲A第15轮             | 4-0  | 广州太阳神 | 72       |
| 1995年10月29日 | 济南 | 1995甲A第19轮             | 1-2  | 大连万达   | 57       |
| 1996年 6月 2日 | 济南 | 1996甲A第08轮             | 3-1  | 深圳飞亚达 | 28       |
| 1996年 9月 8日 | 济南 | 1996甲A第15轮             | 1-3  | 广东宏远   | 17       |
| 1997年 3月30日 | 济南 | 1997甲A第04轮             | 1-1  | 上海申花   | 53       |
| 1997年 7月13日 | 济南 | 1997甲A第09轮             | 1-0  | 八一       | 72       |
| 1998年 6月 7日 | 武汉 | 1998甲A第13轮             | 4-2  | 武汉红金龙 | 88       |
| 1999年11月21日 | 济南 | 1999甲A第24轮             | 4-0  | 深圳平安   | 25       |
| 2000年 9月20日 | 济南 | 2000-01亚俱杯第二轮首回合 | 3-0  | 内政联     | 54       |
| 2001年 6月24日 | 济南 | 2001甲A第12轮             | 1-0  | 八一振邦   | 7        |

### 国家队
邵延杰曾经于1997年入选国家队大名单，但最后没有参加当年的世界杯资格赛。

## 退役后
退役后，由于妻子是昆明人，邵延杰选择到昆明定居，并经常参加当地的业余足球联赛。